# Fuente de soda (Chile)

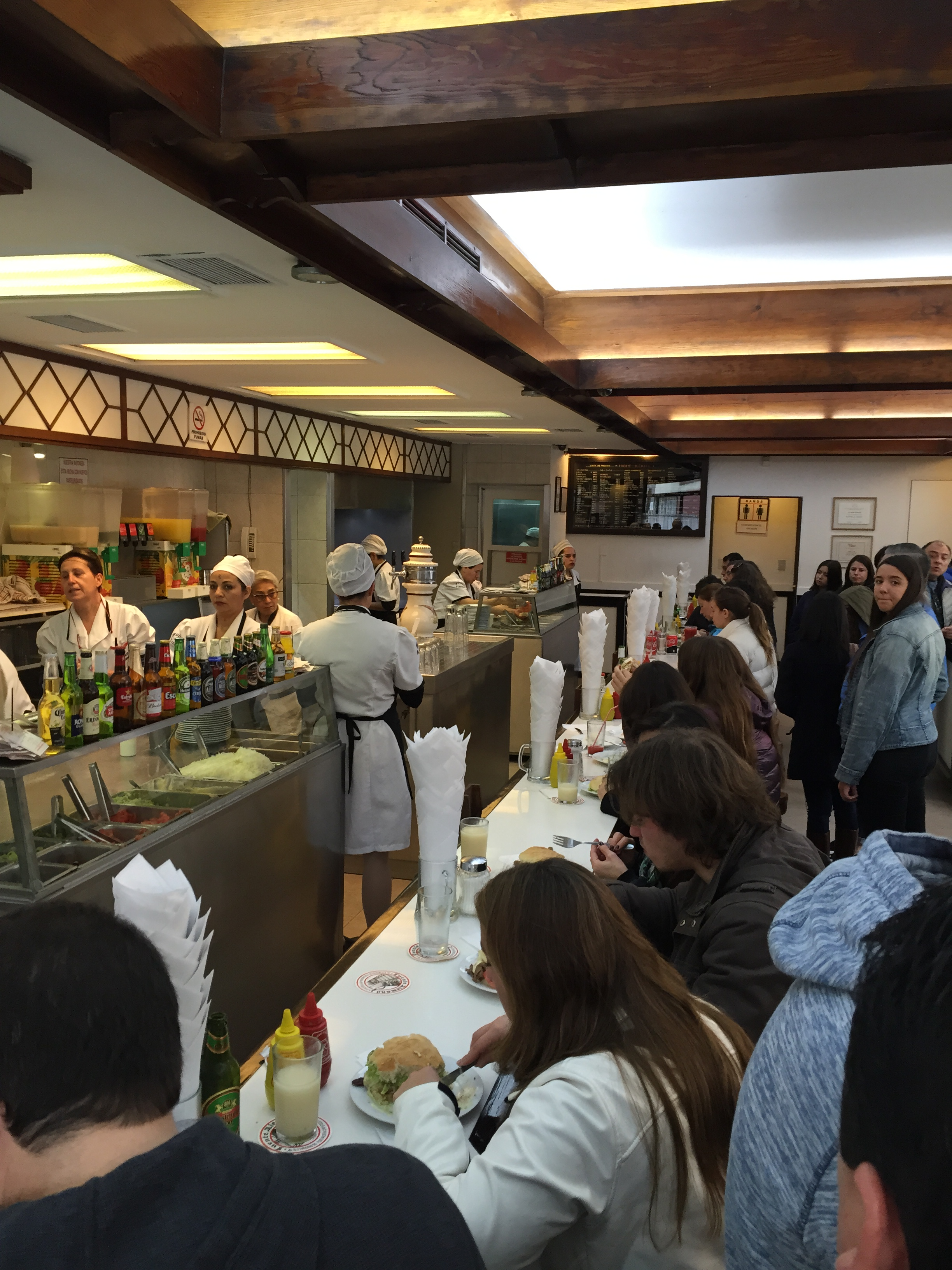
La Fuente Alemana, una fuente de soda ubicada en Santiago de Chile.

Una fuente de soda es un tipo de restaurante popular en Chile, caracterizado por servir alimentos de consumo inmediato, generalmente sándwiches, y bebidas tanto alcohólicas como no alcohólicas.
El origen del concepto está en las soda fountain o dispensadores de refresco estadounidenses, las que se buscó emular en Santiago de Chile en la década de 1950. No obstante, no deben confundirse, puesto que en una fuente de soda se sirven platos típicos de la gastronomía chilena como el completo, el chacarero y el sándwich Barros Luco, y también bebidas alcohólicas como cerveza. En palabras del chef chileno Juan Pablo Mellado, «la comida nos quedó más alemana, y también más francesa e incluso algo italiana. Entremedio agregamos a la carta chancho a la chilena, cocina huasa, algunos mariscos y sánguches, enormes y bellísimos».